# Kingston (Jamaica)
 For alternative betydninger, se Kingston. (Se også artikler, som begynder med Kingston)
Kingston er Jamaicas hovedstad og største by med 580.000(2009)indbyggere. Der var 660.000 indbyggere ved folketællingen i 2003.